# The Impossible Dream
The Impossible Dream — шестой студийный альбом немецкой электронной группы The Twins, выпущенный в 1993 году. Как и многие другие альбомы коллектива, он назван в честь одноимённой заглавной композиции.

## Список композиций
1. Then We Start Again (03:54)
2. Tonight (03:43)
3. Love Is Blind (03:52)
4. Deep Down (04:47)
5. Glory Days (04:12)
6. The Long Goodbye (05:40)
7. An Impossible Dream (06:04)
8. Touch Of Heaven (04:22)
9. I Died For You (05:01)
10. On The Other Side (04:22)
11. Inside Out (05:05)
12. Afterlife (04:59)

## Синглы
Из альбома были выпущены синглы: «Tonight» и «Love Is Blind».

## Дополнительная информация
Девушка в белом на обложке альбома, изображающая ангела, взята из видеоклипа на песню «Tonight».
Альбом был выпущен менее чем через год после сборника Classics • Remixed, который неожиданно стал успешным и показал, что публика по-прежнему интересуется творчеством The Twins. Это вдохновило участников группы как можно скорее записать новый студийный альбом.
Это — последний студийный альбом The Twins в основном периоде творчества группы. Следующий альбом, Living for the Future, группа выпустила в 2018 году.